# Mary (película de 1931)
Mary es una película de suspense británico-alemana, dirigida por Alfred Hitchcock, siendo la versión en alemán de Murder!, filmada simultáneamente en los mismos platós con actores de habla alemana. La película está basada en el libro Enter Sir John de 1928 de Clemence Dane y Helen Simpson, y está protagonizada por Alfred Abel y Olga Tschechowa. Miles Mander repite su papel de Gordon Druce en Murder!, aunque el nombre del personaje se cambió a Gordon Moore.

## Sinopsis
Una mujer es juzgada y condenada a muerte por asesinato. Sin embargo, un miembro del jurado, Sir John Menier, empieza a investigar por su cuenta, para intentar demostrar su inocencia.

## Reparto
- Alfred Abel - Sir John Menier
- Olga Tschechowa - Mary Baring
- Paul Graetz - Bobby Brown
- Lotte Stein - Bebe Brown
- Hermine Sterler  - Miss Miller
- Ekkehard Arendt - Handel Fane
- Miles Mander - Gordon Moore
- John Mylong - John Stuart